# Callynomes minettii
Callynomes minettii är en skalbaggsart som beskrevs av Franz Antoine 2001. Callynomes minettii ingår i släktet Callynomes och familjen Cetoniidae. Inga underarter finns listade.